# 469

469(사백육십구)는 468보다 크고 470보다 작은 자연수다.

## 수학
- 합성수로, 그 약수는 1, 7, 67, 469다. 진약수의 합은 75이므로, 469는 부족수다.
  - 144번째 반소수다. 앞의 반소수는 466, 다음은 471이다.
- 14번째 칠각수다. 앞의 칠각수는 403, 다음은 540이다.
- 7번째 이십사각수다. 앞의 이십사각수는 336, 다음은 624다.
- 13번째 중심있는 육각수다. 앞의 중심있는 육각수는 397, 다음은 547이다.

## 과학
- NGC 469(영어판): 물고기자리 방향에 있는 나선은하.

## 교통

### 철도
- 서울교통공사 4000호대 VVVF 전동차 중 469편성은 직교류겸용 순수대우산 차량 중 유일한 알스톰 GTO 소자 채용을 하고 있는 열차다. 그러나 지금은 더 이상 운행되지 않고 있다.

### 도로
- 일본 469번 국도(일본어판): 시즈오카현 고텐바시에서 야마나시현 미나미코마군 난부정까지 이어지는 일본의 국도.
- 현도 제469호선

## 군사
- U-469(영어판): 제2차 세계 대전에 사용된 나치 독일의 군용 잠수함.

## 문화유산
- 대한민국의 보물 제469호: 구미 낙산리 삼층석탑
- 대한민국의 사적 제469호: 연천 은대리성

## 기타
- 연도: 469년, 기원전 469년